# Amata paraula
Amata paraula är en fjärilsart som beskrevs av Edward Meyrick. Amata paraula ingår i släktet Amata och familjen björnspinnare. Inga underarter finns listade i Catalogue of Life.